# Обухівська вулиця (Київ)
Обу́хівська вулиця — вулиця у Святошинському районі міста Києва, селище Біличі. Пролягає від Чорнобильської вулиці до кінця забудови (лісу). 
Прилучаються вулиці Академіка Єфремова, Прорізна, Осінній провулок, вулиці Христини Сушко, Анни Ярославни, Володимира Шульгина та Володимира Наумовича

## Історія
Вулиця виникла в першій половині XX століття під назвою (2-га) Сирецька. Сучасна назва — з 1955 року. До кінця 1980-х років була довшою на третину, починалась від проспекту Академіка Палладіна. До сучасних меж вкорочена у зв'язку зі знесенням одноповерхової приватної забудови та будівництвом житлового масиву Біличі, а на її місці на ділянці від проспекту Академіка Палладіна до Чорнобильської вулиці прокладено вулицю Академіка Єфремова.

## Установи та заклади
- Інститут рибного господарства НААН України (буд. № 135)[3].

## Зображення

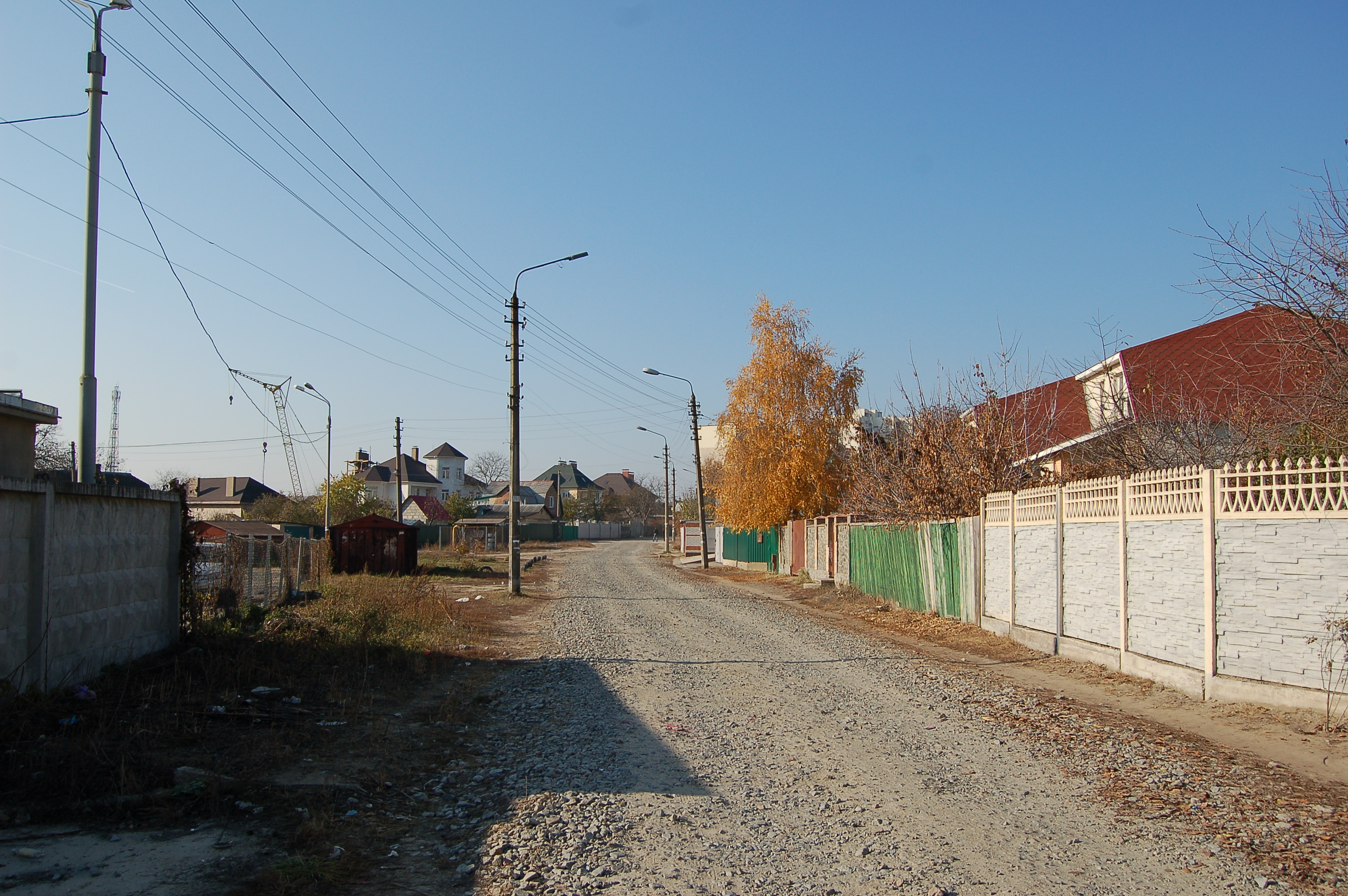
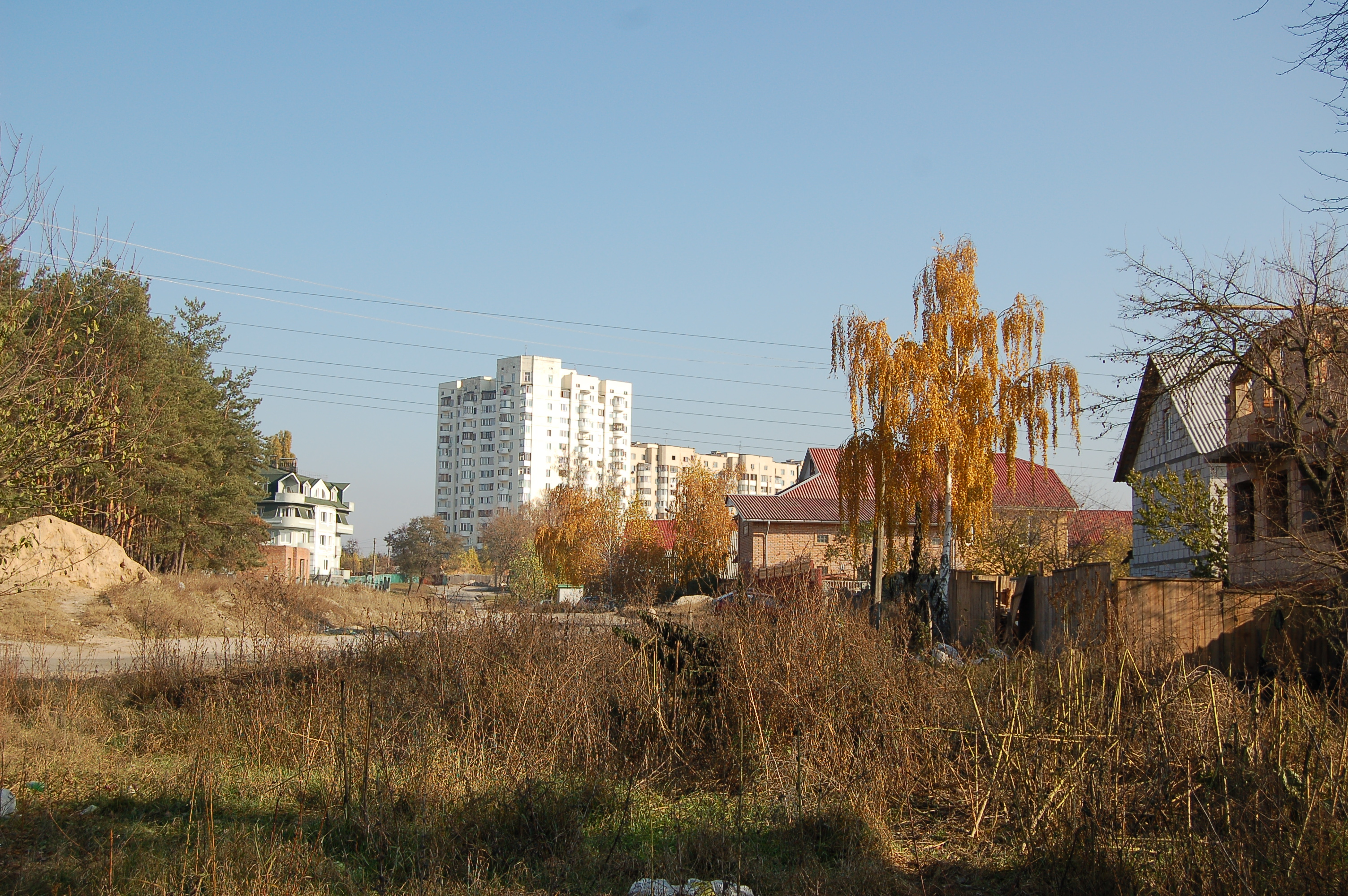